# Navapolatsk
Navapolatsk (en biélorusse : Наваполацк) ou Novopolotsk (en russe : Новополоцк) est une ville de la voblast de Vitebsk, en Biélorussie. Sa population s'élevait à 102 288 habitants en 2017.
Fondée en 1958, construite dans les années 1960, Navapolatsk est une ville nouvelle qui accueille les travailleurs d'un important complexe chimique près de la ville de Polatsk.

## Géographie
Navapolatsk est une ville nouvelle bâtie à la limite nord-ouest de la ville de Polatsk, sur la rive gauche de la Dvina occidentale, qui se jette dans la mer Baltique. Elle est située à 193 km au nord-est de Minsk, capitale de la Biélorussie et principale ville du pays, à 102 km de Vitebsk, la capitale administrative de la voblast, et à 88 km de la frontière avec la Lettonie.

## Histoire

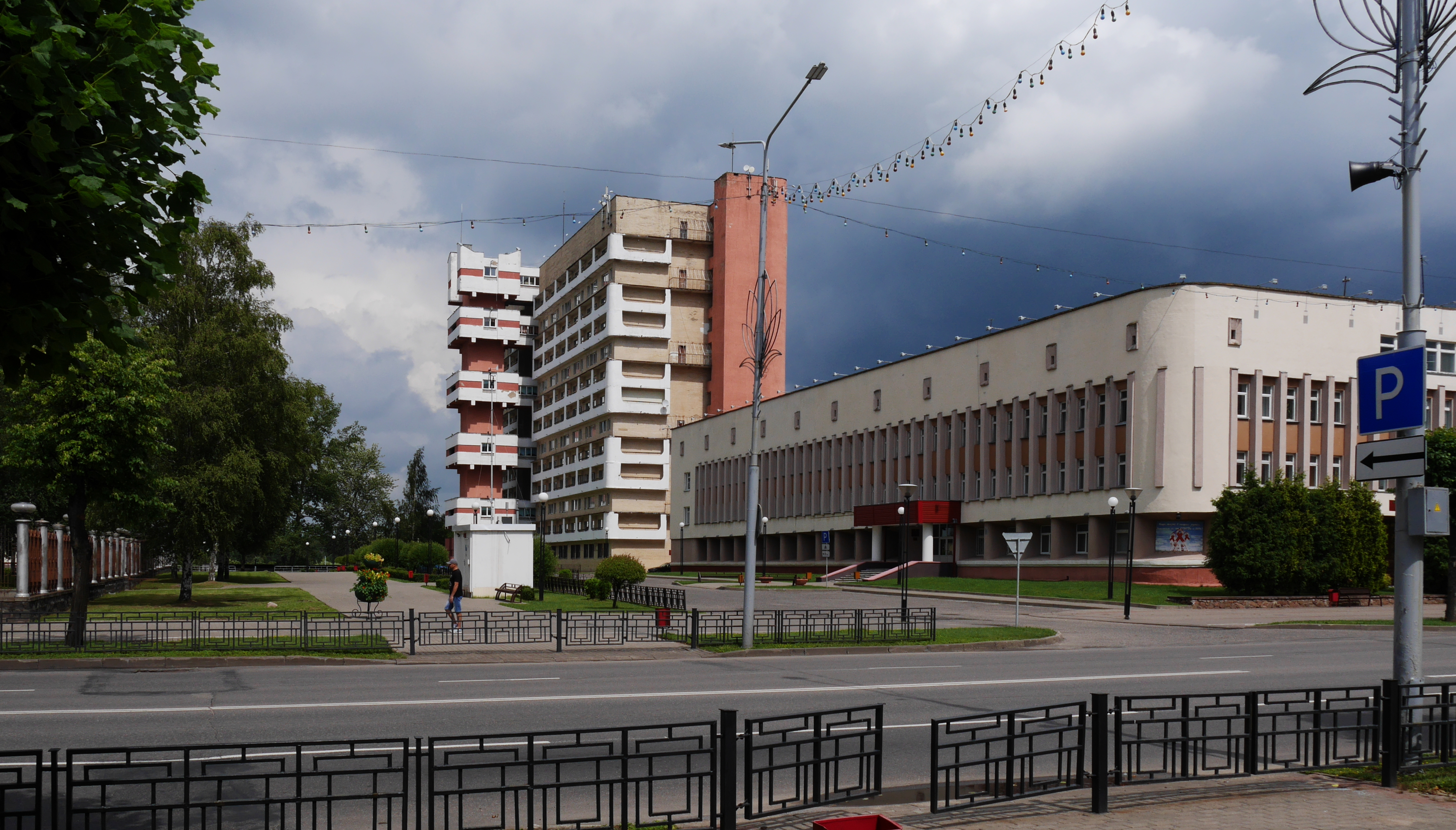
Novopolotsk, rue de la Jeunesse, du bâtiment 47. Le bâtiment de l'inspection fiscale de la ville. Dans l'arrière-plan - l'auberge No. 2 de l'Université d'Etat de Polotsk, appellee "la Bastille" par les étudiants.

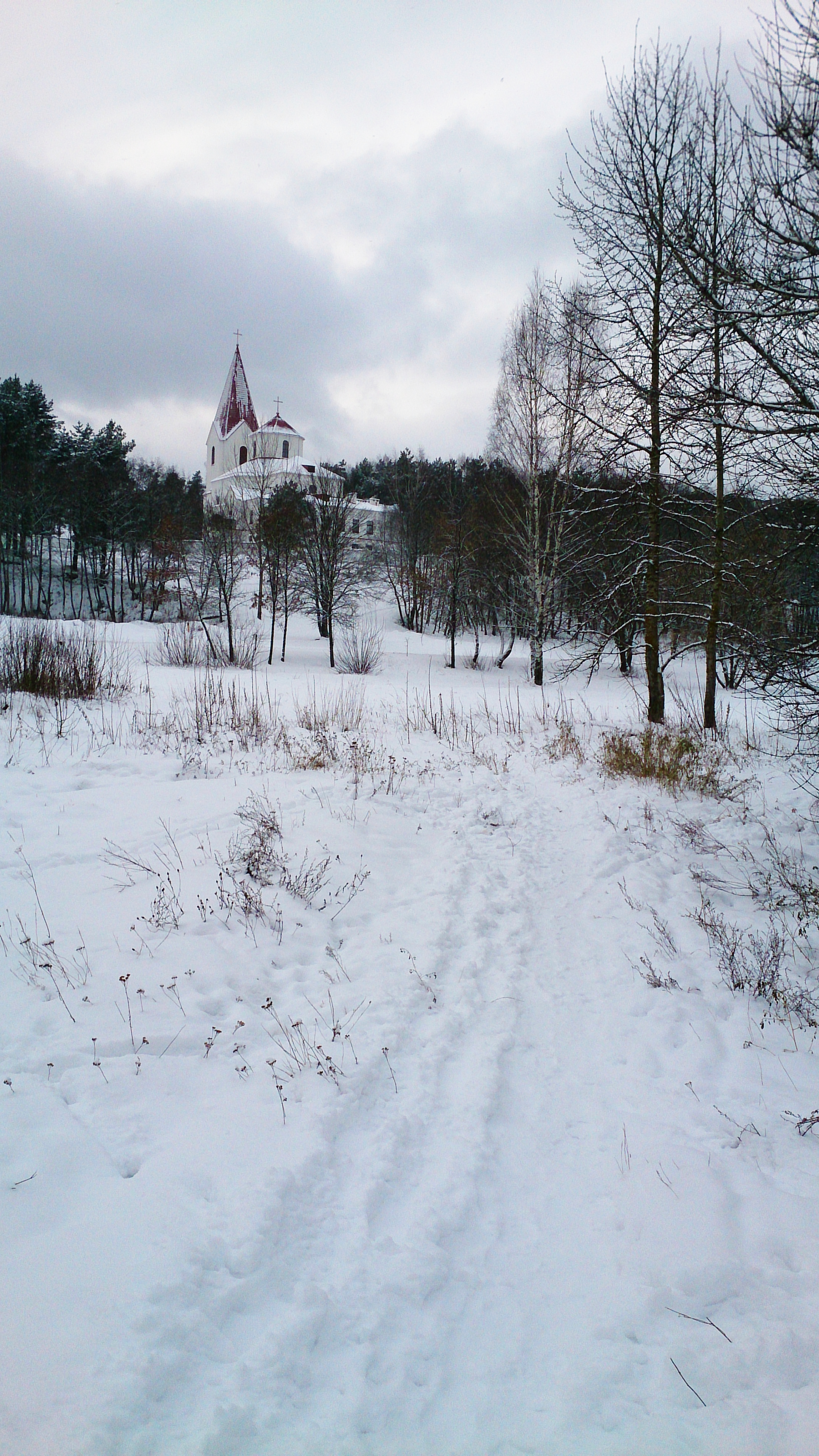
Un hiver à Navapolatsk. Église catholique du Sacré-Cœur de Jésus-Christ.

La ville nouvelle de Navapolatsk fut fondée en 1958 à quelques kilomètres à l'ouest de Polatsk pour limiter les effets de la pollution de nouvelles usines chimiques implantées à l'ouest de la ville. Au fil des années, la ville s'est développée en dépit de la proximité des nombreuses installations industrielles classées dangereuses, dont la plus connue du pays est la société Polymir. Navapolatsk est l'une des villes les plus polluées de Biélorussie.

## Population
Recensements (*) ou estimations de la population :
| 1959* | 1970*  | 1979*  | 1989*  | 1999*   | 2009*  |
| ----- | ------ | ------ | ------ | ------- | ------ |
| 1 211 | 40 114 | 67 110 | 92 699 | 105 648 | 98 138 |

| 2012    | 2013    | 2014    | 2015    | 2016    | 2017    |
| ------- | ------- | ------- | ------- | ------- | ------- |
| 100 276 | 101 307 | 101 860 | 102 261 | 102 394 | 102 288 |

## Économie
Navapolatsk est dominée par l'industrie chimique et compte deux importantes filiales de la société d'État Belneftekhim :
- Naftan : complexe pétrochimique construit entre 1958 et 1963 ayant une capacité de traitement de 12 à 15 millions de tonnes de pétrole par an[6].
- Polymir : mise en service en 1968, fabrique une gamme variée de produits chimiques (polyéthylène, fibres acryliques, acrylonitrile, acétone cyanhydrine, acrylate de méthyle, acétonitrile, cires de polyéthylène, émulsions, pigments, etc.). L'usine s'étend sur 600 ha et emploie 6 000 salariés.

## Personnalités
De nombreux joueurs de hockey sur glace sont originaires de Novopolotsk, où existe une équipe de haut niveau, le Khimik-SKA Novopolotsk :
- Sergueï Kostitsyne
- Andreï Kostitsyne
- Vladimir Denissov

## Jumelages
La ville de Navapolatsk est jumelée avec :
- Odintsovo (Russie) depuis le 10 février 1999
- Orekhovo-Zouïevo (Russie) depuis le 3 novembre 1998
- Kstovo (Russie) depuis le 7 septembre 2005
- Koursk (Russie) depuis le 21 juin 2014
- Pouchkine (Russie) depuis le 29 avril 2003
- Dmitrovski (Russie) depuis septembre 2009
- Elektrostal (Russie) depuis le 18 juin 2011
- Skadovsk (Ukraine) depuis le 13 janvier 2011
- Mažeikiai (Lituanie) depuis le 31 mai 2002
- Ventspils (Lettonie) depuis le 7 juin 2008
- Ludza (Lettonie) depuis le 18 mai 2007
- Smiltene (Lettonie) depuis le 12 juin 2015
- Gdańsk (Pologne) depuis le 6 juillet 2009
- Ostrowiec Świętokrzyski (Pologne) depuis le 12 janvier 2010
- Płock (Pologne) depuis le 26 mai 1996
- Kruševac (Serbie) depuis le 28 juin 2016
- Pantelej (Serbie) depuis le 12 juin 2015
- Givors (France) depuis le 8 octobre 2001
- Chauffailles (France) depuis le 13 mai 2010, qui s'est terminé en 2022 [8]
- Weihai (Chine) depuis le 25 avril 2006